# Peter Doherty (ilustrador)
Peter Doherty, es un ilustrador y colorista británico, destacado por su trabajo en Judge Dredd; de la revista 2000 AD, Grendel, Jupiter's Legacy y Shaolin Cowboy; trabajo por el que recibió una nominación al Premio Eisner en la categoría de Mejor Colorista en el 2005.